# Vickers-Saunders Valentia
Il Vickers-Saunders Valentia era un idrovolante biplano a scafo centrale prodotto congiuntamente dalle aziende britanniche Vickers e S.E. Saunders & sons nei primi anni venti. Le prove operative furono caratterizzate da due incidenti e complessivamente il velivolo mise in luce prestazioni di scarso rilievo che condussero le autorità a non procedere con ulteriori ordini di costruzione.

## Storia del progetto
Nell'immediato dopoguerra le autorità militari britanniche procedettero con la cancellazione di numerosi ordini di produzione di velivoli; tra i progetti che videro materializzarsi ordini costruttivi vi fu quello relativo ad un grande idrovolante biplano le cui origini risalivano alla specifica n° 3 del 1917.
Il progetto era frutto di una collaborazione tra la Vickers Limited e la S.E. Saunders & sons; quest'ultima era un'azienda sviluppatasi nei primi anni del XX secolo come costruttore navale, ma concentratasi nella realizzazione di idrovolanti nel corso della guerra. Le fonti non concordano nell'indicare la natura della collaborazione tra le due aziende che rappresenterebbe una sorta di joint venture di natura finanziaria oppure una vera e propria partecipazione di controllo della prima nel capitale sociale della seconda.
In quest'ottica, la denominazione del velivolo realizzato viene indicata come Vickers-Saunders BS.1 Valentia o Vickers Valentia a seconda dei casi; dal canto suo la stampa specializzata dell'epoca in tre diverse occasioni, pur senza chiarire la natura del legame societario, si riferisce al velivolo come Vickers-Saunders Valentia.
Indipendentemente dal tipo di accordo, in ogni caso, la suddivisione delle responsabilità operative risulta univoca: la Vickers, sotto la guida di Reginald K. Pierson, si occupò della realizzazione della struttura alare, mentre la S.E. Saunders & sons curò la realizzazione dello scafo avvalendosi delle proprie competenze specifiche in materia.
L'aereo riprendeva le forme esteriori del Felixstowe F.5 caratterizzandosi, tuttavia, per le maggiori dimensioni e, conseguentemente, il maggior peso; il suo impiego avrebbe dovuto essere nel ruolo di pattugliatore marittimo nelle file del Royal Naval Air Service e, successivamente, nella nascente Fleet Air Arm. Realizzato a ritmi tutt'altro che battenti, il primo esemplare fu contraddistinto dal numero di serie "N124" e venne portato in volo per la prima volta il 5 marzo del 1921.

## Tecnica

### Cellula
Il Vickers-Saunders Valentia era un biplano dalle dimensioni generose, destinato ad operare con un equipaggio formato da cinque persone. Lo scafo del velivolo era realizzato con una tecnica costruttiva che prevedeva, per la prima volta in un idrovolante, l'impiego di un materiale fino ad allora utilizzato per le imbarcazioni, noto con il nome di consuta: si trattava di un materiale composito ante litteram, realizzato sovrapponendo strati di legno (o compensato) intervallati con tessuto calicot, cuciti tra loro usando filo di rame, il cui impiego si protrasse fino agli anni cinquanta quando venne soppiantato dall'utilizzo di collanti impermeabilizzanti. Con il medesimo materiale erano realizzate anche le radici delle ali.
Il disegno dello scafo era caratterizzato da un doppio scalino nella zona inferiore mentre la parte superiore era pressoché rettilinea; la cabina di pilotaggio biposto, con postazioni affiancate, era realizzata nella parte anteriore della fusoliera ed era scoperta. Nella zona centrale del velivolo era sistemata la struttura alare di tipo sesquiplano; il piano alare inferiore era connesso con la parte superiore della fusoliera e i due piani erano tra loro collegati da una serie di montanti interalari dei quali una coppia, disposta a "V", sosteneva le gondole dei motori. Il piano alare inferiore era, infine, sostenuto da aste di controvento collegate allo scafo sul limite della linea di galleggiamento. In coda era sistemato l'impennaggio, anch'esso di tipo biplano, dotato di tre elementi verticali. Sull'estradosso del piano alare superiore erano presenti due elementi verticali disposti in corrispondenza dei galleggianti stabilizzatori sistemati al di sotto del piano alare inferiore.

### Motore
Il Valentia impiegava una coppia di motori Rolls-Royce Condor: si trattava di un dodici cilindri a V di 60° raffreddato a liquido, accreditato (nella versione installata) della potenza di 600 hp.

### Armamento
L'armamento previsto per il Valentia era di due mitragliatrici calibro .303 in, la cui disposizione viene indicata in una postazione ventrale sistemata alle spalle della struttura alare. Il carico di caduta previsto era di due bombe da 500 lb ciascuna.

## Impiego operativo
Come previsto dall'ordine sottoscritto nel maggio del 1918, furono completati tre esemplari del Valentia, contrassegnati dai numeri di produzione N124, N125 e N126.
Il primo esemplare subì un incidente nei pressi di Newhaven nel marzo del 1921 durante il volo di trasferimento verso la base della Royal Air Force all'epoca situata sull'Isola di Grain; dopo le riparazioni l'aereo fu in grado di riprendere il viaggio nel successivo mese di aprile. Un problema strutturale alla prua costrinse tuttavia a radiare l'aereo dopo solo un paio di mesi.
Il secondo aereo incontrò nuovamente problemi durante il volo di trasferimento verso l'Isola di Grain e fu costretto ad un ammaraggio d'emergenza nei pressi di Bexhill-on-Sea il 15 marzo del 1922. Giunto alla meta il mese successivo, durante le prove di valutazione mise in mostra prestazioni non particolarmente soddisfacenti, in particolare in termini di velocità massima che si rivelò limitata a 105 mph (pari a 169 km/h).
Il terzo esemplare del Valentia risulta essere stato impiegato per la sperimentazione di un cannone senza rinculo, realizzato dalla Coventry Ordnance Works, arma analoga a quella successivamente utilizzata sul Vickers Type 161. L'aereo venne definitivamente dismesso nel 1924.

### Pubblicazioni
- (EN) Our new large flying boats, in Flight, Sutton, Surrey - UK, Reed Business Information Ltd., 10 marzo 1921,  p. 169. URL consultato il 16 ottobre 2015.
- (EN) The Vickers-Saunders flying boat "Valentia", in Flight, Sutton, Surrey - UK, Reed Business Information Ltd., 17 marzo 1921,  p. 191. URL consultato il 16 ottobre 2015.
- (EN) "Valentia" tested at Cowes, in Flight, Sutton, Surrey - UK, Reed Business Information Ltd., 7 giugno 1923,  p. 312. URL consultato il 16 ottobre 2015.